# Johann Christoph Kaffka
Johann Christoph Kaffka (1754-1815) fou un compositor txec.
Va compondre les òperes:
- Antonio i Cleòpatra,
- El Talismà,
- El mirall encantat, etc.
- La mort de Lluís XVI,

I d'altres obres. Malgrat no tenir més dades, Johann Christoph Kaffka ocupa un lloc preferent entre els compositors txecs.